# 卡莱维·维斯卡里
卡莱维·维斯卡里（芬蘭語：Kalevi Viskari，1928年6月15日—2018年11月13日），芬兰男子竞技体操运动员。他曾获得1952年夏季奥运会体操比赛男子团体全能铜牌。他于2018年在万塔去世。